# Кадановці
45°15′ пн. ш. 17°49′ сх. д. / 45.25° пн. ш. 17.82° сх. д.
Кадановці (хорв. Kadanovci) — населений пункт у Хорватії, у Пожезько-Славонській жупанії у складі міста Плетерниця.

## Населення
Населення за даними перепису 2011 року становило 213 осіб.
Динаміка чисельності населення поселення:

## Клімат
Середня річна температура становить 11,02 °C, середня максимальна – 25,50 °C, а середня мінімальна – -5,81 °C. Середня річна кількість опадів – 810 мм.
| Клімат поселення                              | Клімат поселення | Клімат поселення | Клімат поселення | Клімат поселення | Клімат поселення | Клімат поселення | Клімат поселення | Клімат поселення | Клімат поселення | Клімат поселення | Клімат поселення | Клімат поселення | Клімат поселення |
| Показник                                      | Січ.             | Лют.             | Бер.             | Квіт.            | Трав.            | Черв.            | Лип.             | Серп.            | Вер.             | Жовт.            | Лист.            | Груд.            |                  |
| Середній максимум, °C                         | 6,38             | 8,17             | 12,64            | 17,24            | 22,48            | 25,50            | 25,17            | 24,42            | 20,32            | 15,07            | 9,36             | 5,31             |                  |
| Середня температура, °C                       | 0,28             | 2,08             | 6,54             | 11,16            | 16,39            | 19,40            | 21,30            | 20,56            | 16,45            | 11,21            | 5,49             | 1,45             |                  |
| Середній мінімум, °C                          | −5,81            | −4,02            | 0,46             | 5,06             | 10,28            | 13,30            | 17,42            | 16,67            | 12,56            | 7,34             | 1,62             | −2,43            |                  |
| Норма опадів, мм                              | 51               | 51               | 50               | 62               | 74               | 101              | 72               | 68               | 59               | 73               | 82               | 67               |                  |
| Середньомісячна швидкість вітру, м/с          | 1.81             | 2.09             | 2.39             | 2.30             | 2.09             | 1.90             | 1.89             | 1.70             | 1.70             | 1.74             | 1.82             | 1.88             |                  |
| Середньомісячна сонячна радіація, кДж/м²·день | 4336             | 7074             | 10922            | 15276            | 19327            | 21149            | 22354            | 20386            | 14961            | 9248             | 4895             | 3609             |                  |
| --------------------------------------------- | ---------------- | ---------------- | ---------------- | ---------------- | ---------------- | ---------------- | ---------------- | ---------------- | ---------------- | ---------------- | ---------------- | ---------------- | ---------------- |
| Джерело:                                      |                  |                  |                  |                  |                  |                  |                  |                  |                  |                  |                  |                  |                  |